# Enzo Espa
Enzo Espa (ur. 3 marca 1919 w Nuoro, zm. 14 grudnia 2014 w Sassari) – włoski pisarz, etnolingwista i nauczyciel akademicki, znawca kultury i tradycji Sardynii, badacz języka sardyńskiego, autor m.in. słownika sardyńsko-włoskiego Dizionario sardo-italiano della lingua logudorese (2001, 2 wyd. 2009) oraz wydanego po śmierci zbioru wyrażeń i powiedzeń w języku sardyńskim La risata dei muri vecchi. Su risu de sos muros betzos (2018). Poza pracą akademicką zajmował się pisaniem opowiadań i krótkich utworów literackich w języku włoskim i sardyńskim.